# Tuvai akcse
Az akcse a Tuvai Népköztársaság hivatalos fizetőeszköze volt 1934 és 1944 között, váltópénze a kopejka volt. Az akcse név, ahogyan a többi török nyelvben is, pénzt jelentett. 

## Története
1934 előtt a tuvai kormány saját felülbélyegzett orosz és szovjet rubel bankjegyeket adott ki. Az első ilyen sorozatot 1924-ben adták ki, bélyegzése szerint értékük egyenlő volt a szovjet rubellel. A második sorozatot 1933-ban adták ki, a legújabb rubel és cservonyec bankjegyeket felülbélyegezve. Az első érméket 1934-ben verték 1-, 2-, 3-, 5-, 10-, 15 és 20 kopejkás címletekkel, míg a bankjegyeket 1935 és 1940 között hozták forgalomba 1-, 3-, 5-, 10-, 20 akcsés címletekkel.

## Érmék
| Kép | Névérték (kopejka) | Összetétel  | Átmérő (mm) | Vastagság (mm) | Tömeg (gr) | Perem | Verés évszáma |
| --- | ------------------ | ----------- | ----------- | -------------- | ---------- | ----- | ------------- |
|     | 1                  | bronz       | 14          |                | 1,4        | sima  | 1934          |
|     | 2                  | bronz       | 18          |                | 2,1        | sima  | 1933, 1934    |
|     | 3                  | bronz       | 22          |                | 2,8        | sima  | 1933, 1934    |
|     | 5                  | bronz       | 25          |                | 5          | recés | 1934          |
|     | 10                 | réz, nikkel | 17          |                |            | recés | 1934          |
|     | 15                 | réz, nikkel | 20          |                |            | recés | 1934          |
|     | 20                 | réz, nikkel | 22          |                |            | recés | 1934          |

## Bankjegyek
| Kép      | Kép      | Névérték (akcse) | Méret (mm) | Szín  |
| Előoldal | Hátoldal | Névérték (akcse) | Méret (mm) | Szín  |
| -------- | -------- | ---------------- | ---------- | ----- |
|          |          | 1                |            | barna |
|          |          | 3                |            | zöld  |
|          |          | 5                |            | kék   |
|          |          | 10               |            | vörös |
|          |          | 25               |            | lila  |